# Burg Albrechtsberg an der Großen Krems
Die Burg Albrechtsberg an der Großen Krems ist eine denkmalgeschützte Höhenburganlage mit der angebauten Pfarrkirche Albrechtsberg auf einem Hügel in Albrechtsberg an der Großen Krems im Krems-Land in Niederösterreich.

## Geschichte
Das Waldviertel wurde als Teil der Marcha orientalis schon früh kolonisiert. Nach den Ungarneinfällen entstanden unter den Babenbergern als Markgrafen ab 976 durch Rodung neue Herrschaften, wobei sich altbaierische Edelfreie sowie geistliche Würdenträger durch die Gründung von Burgherrschaften und Propsteien vor allem längs der Donau daran beteiligten. Im Tal der Großen Krems kann ab ca. 1100 ein Herrschaftssitz vermutet werden, der einem Ministerialen namens Adelhart gehörte. 1137 wurde Albrechtsberg unter dem Namen Elharteschirchen (Adelhartskirchen) erstmals urkundlich erwähnt. Die Burg erscheint 1230 erstmals mit Konrad von Albrechtsperge.
1263 war Gundakar von Starhemberg im Besitz der Herrschaft. 1377 wurde sie durch Rüdiger d. J. von Starhemberg an Ulrich von Neidegg verkauft. Im Besitz der protestantischen Neidegger blieb die Burg bis 1527. In den Hussitenkriegen erlitt sie schwere Schäden. Ab 1527 wurden die Herren von Peukham aus Oberösterreich Besitzer der Grundherrschaft, als der Ritter Erasmus von Peuckham sie von den Neideggern erwarb und die Burg zum Renaissanceschloss ausbaute. Im Dreißigjährigen Krieg richteten kaiserliche Truppen 1619 unter Charles Bonaventure de Longueval wiederum schwere Verwüstungen an. Der Protestant Hans Bernhard von Peuckham starb an den Folgen der Kämpfe im folgenden Jahr. Der mit ihm verwandte Christoph Wilhelm Veldendorf erhielt 1630 die Herrschaft. Nach seinem Tod erwarb 1652 Hans Bernhard Zägkhler die Anlage, veräußerte sie jedoch zehn Jahre danach an den Rechnungsmarschall Matthias Ernst Spindler von und zu Hofegg. Dieser brachte die von ihm weiter ausgebaute Burg in einen Fideikommiss ein und vermachte sie 1695 seinem Enkel Hans Karl Ignaz von Lempruch. Die Freiherren von Lempruch stammten aus Norddeutschland (ein Otto von Lempruch wurde 1450 als Domherr in Osnabrück erwähnt) und war in Ostfriesland und Westfalen ansässig. Adolf von Lempruch (1606–1656) kam im Dreißigjährigen Krieg über die spanischen Niederlande nach Österreich, konvertierte zum Katholizismus und wurde 1634 in den Reichsadel aufgenommen, zum Truchsess ernannt und erhielt 1649 das Inkolat für die Erblande. 1703 wurde das Geschlecht in den Reichsfreiherrenstand aufgenommen. Bei dessen Nachkommen, darunter der Generalmajor Moritz Erwin von Lempruch, verblieb die Burg bis in die 1950er Jahre, als Karl Lempruch sie verkaufte. Die Paläontologin Edith Kristan-Tollmann und der Geologe Alexander Tollmann erwarben 1990 die Burg und wohnten dort. Von 2007 bis 2021 war deren Sohn Raoul Tollmann Eigentümer. 2022 wurde die Burg an Erich Erber verkauft. Spätestens 2025 sollen in dem historischen Gemäuer Veranstaltungen stattfinden und ein Hotel eröffnet werden.

## Beschreibung
Die hoch aufragende, unregelmäßige Anlage stammt großteils aus der zweiten Hälfte des 16. Jahrhunderts. Sie ist gekennzeichnet durch ihre aus der hohen, zinnenbewehrten Ringmauer vortretenden Wach- und Verteidigungstürme mit zahlreichen Schlüsselscharten. Die dreigeschoßige, mehrflügelige Anlage verfügt über drei Höfe, einen Zugang von Süden durch ein Rundbogenportal mit Bezeichnung „1675“ im Giebelfeld und ein Haupttor im Nordosten mit Pechnase. In einem Hof befindet sich ein kreuzgratgewölbter Arkadengang auf gedrungenen Säulen. Zu den weiteren Besonderheiten zählen eine Rauchküche mit Pyramidenkamin, kreuzgratgewölbte Räume, eine mit „1604“ bezeichnete Holzdecke und ein Schüttkasten aus dem 18. Jahrhundert mit Schopfwalmdach. In der Burgkapelle befindet sich die Grablege der Neidegger.